# Sahrul Gunawan
Sahrul Gunawan (ur. 23 maja 1976 w Bogorze) – indonezyjski aktor telewizyjny, piosenkarz i prezenter.
W 1994 roku wygrał konkurs wokalny Cipta Pesona Bintang na antenie RCTI. Dwa lata później wydał swój debiutancki album pt. Hanya Dirimu.
Szerszy rozgłos przyniosła mu rola w serialu telewizyjnym Jin dan Jun. Zagrał także w sinetronach: Kecil-Kecil Jadi Manten (2003), Bukan Cinderella (2003), Anak Cucu Adam (2005), Dibalik Jilbab Zaskia (2009), Nurjannah (2010), Keburu Jodoh (2012).

## Dyskografia
Albumy studyjne
- Hanya Dirimu (1996)
- Matahariku (1997)
- Janji (1999)
- Sentuhan Baru (2004)
- Sahrul Gunawan (2007)
- Langkah Awal (2010)
- Daun Pun Berdzikir (2011)

Inne albumy
- Pop Indonesia Volume 1 (1995)
- Iya Boyz (1995)
- Suara Hati (2005)
- Indonesian Jazzy Vocal... Again (2009)

Single
- „Sang Pencinta” (2020)